# Créole ngatik
Le créole ngatik ou ngatik un créole (à base d'anglais et de sapuahfik qui était une langue micronésienne aujourd'hui disparue) qui est parlé à Sapwuahfik. Parfois considéré comme une variante du pohnpei, avec lequel il partage 90 % du vocabulaire, ce créole serait apparu lors du massacre de tous les hommes (en) à Ngatik par un commerçant britannique (1837) et le repeuplement successif de l'île par des habitantes de Pohnpei, mariées avec les beachcombers britanniques restés sur place.